# Saint-Benoît-du-Sault
Pour les articles homonymes, voir Saint-Benoît et Sault.
Saint-Benoît-du-Sault [sɛ̃ bənwa dy so]  est une commune française, classée parmi les plus beaux villages de France, et située dans le département de l'Indre, en région Centre-Val de Loire.

## Géographie

### Localisation
La commune est située dans le sud-ouest du département, dans la région naturelle du Boischaut Sud, au-dessus de la vallée du Portefeuille.
Les communes limitrophes sont : Roussines (3 km), Parnac (4 km) et La Châtre-Langlin (4 km).
Les communes chefs-lieux et préfectorales sont : Saint-Gaultier (22 km), Le Blanc (33 km), Châteauroux (47 km), La Châtre (48 km) et Issoudun (72 km).

### Hameaux et lieux-dits
Les hameaux et lieux-dits de la commune sont : Bel-Air, le Bois et la Carrière.

### Géologie et relief
La commune est classée en zone de sismicité 2, correspondant à une sismicité faible.

### Climat
Pour des articles plus généraux, voir Climat du Centre-Val de Loire et Climat de l'Indre.
En 2010, le climat de la commune est de type climat océanique dégradé des plaines du Centre et du Nord, selon une étude du CNRS s'appuyant sur une série de données couvrant la période 1971-2000. En 2020, Météo-France publie une typologie des climats de la France métropolitaine dans laquelle la commune est exposée à un climat océanique altéré et est dans une zone de transition entre les régions climatiques « Centre et contreforts nord du Massif Central » et « Ouest et nord-ouest du Massif Central ».
Pour la période 1971-2000, la température annuelle moyenne est de 11,3 °C, avec une amplitude thermique annuelle de 15,3 °C. Le cumul annuel moyen de précipitations est de 841 mm, avec 12,4 jours de précipitations en janvier et 7,5 jours en juillet. Pour la période 1991-2020, la température moyenne annuelle observée sur la station météorologique de Météo-France la plus proche, sur la commune de Chaillac à 7 km à vol d'oiseau, est de 12,3 °C et le cumul annuel moyen de précipitations est de 864,0 mm,. Pour l'avenir, les paramètres climatiques de la commune estimés pour 2050 selon différents scénarios d'émission de gaz à effet de serre sont consultables sur un site dédié publié par Météo-France en novembre 2022.

### Voies de communication et transports

#### Voies routières
Le territoire communal est desservi par les routes départementales : 1, 10, 36 et 46.

#### Transports
La ligne du Blanc à Argenton-sur-Creuse via Saint-Benoît-du-Sault passait par le territoire communal, deux gares (Saint-Benoît-du-Sault et La Boussinière) desservaient la commune. Les gares ferroviaires les plus proches sont les gares : d'Éguzon (15 km), Saint-Sébastien (17 km) et Argenton-sur-Creuse (21 km).
Saint-Benoît-du-Sault est desservie par la ligne L du Réseau de mobilité interurbaine.
L'aéroport le plus proche est l'aéroport de Châteauroux-Centre, à 58 km.
Le territoire communal est traversé par le sentier de grande randonnée de pays de la Brenne.

## Urbanisme

### Typologie
Au 1er janvier 2024, Saint-Benoît-du-Sault est catégorisée commune rurale à habitat dispersé, selon la nouvelle grille communale de densité à sept niveaux définie par l'Insee en 2022.
Elle est située hors unité urbaine et hors attraction des villes,.

### Occupation des sols
L'occupation des sols de la commune, telle qu'elle ressort de la base de données européenne d’occupation biophysique des sols Corine Land Cover (CLC), est marquée par l'importance des territoires agricoles (60,8 % en 2018), en diminution par rapport à 1990 (62,3 %). La répartition détaillée en 2018 est la suivante : 
zones agricoles hétérogènes (60,8 %), zones urbanisées (35,5 %), mines, décharges et chantiers (3,7 %). L'évolution de l’occupation des sols de la commune et de ses infrastructures peut être observée sur les différentes représentations cartographiques du territoire : la carte de Cassini (XVIIIe siècle), la carte d'état-major (1820-1866) et les cartes ou photos aériennes de l'IGN pour la période actuelle (1950 à aujourd'hui).

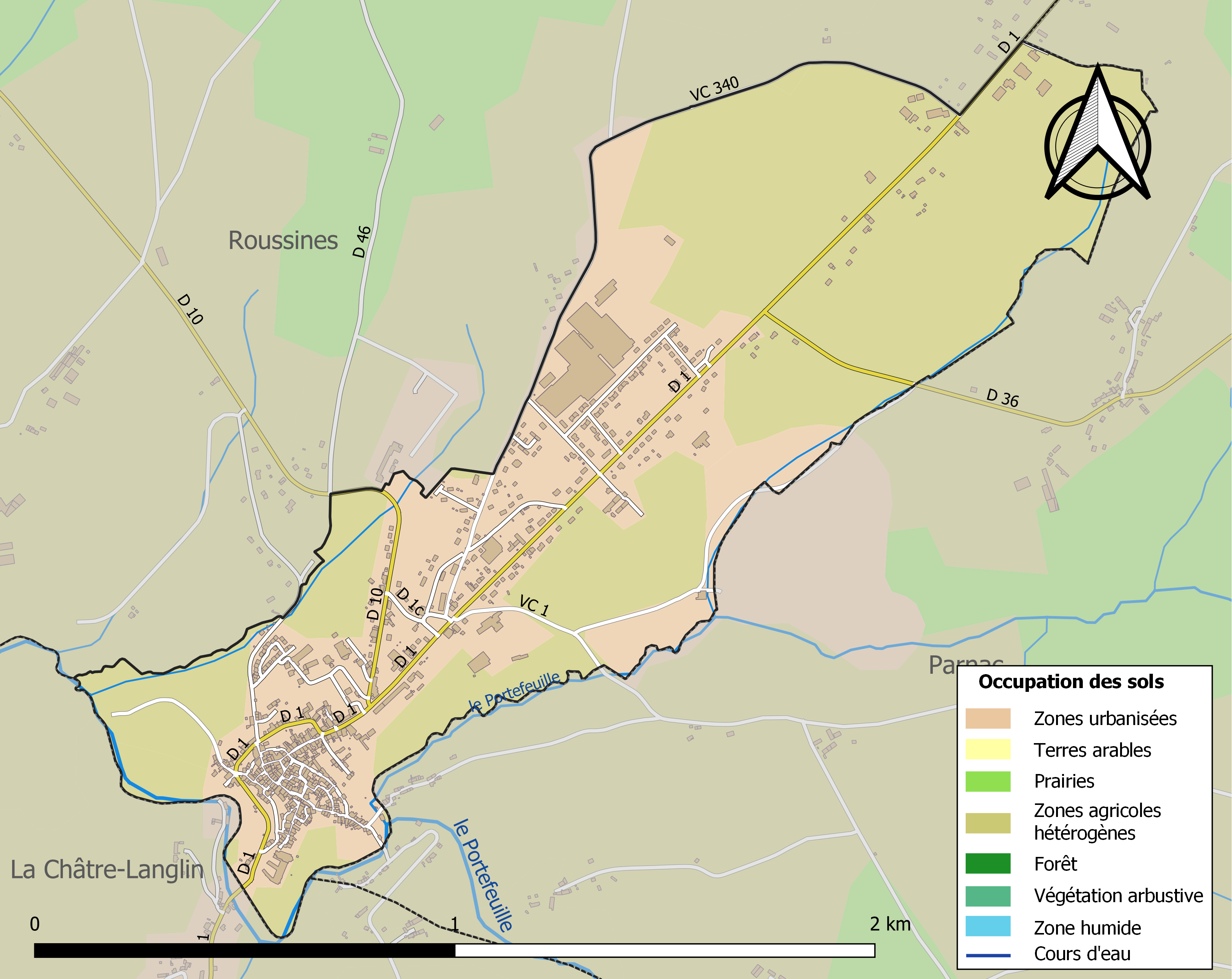
Carte des infrastructures et de l'occupation des sols de la commune en 2018 (CLC).

### Logement
Le tableau ci-dessous présente le détail du secteur des logements de la commune :
| Date du relevé                                              | 2013   |
| Nombre total de logements                                   | 507    |
| Résidences principales                                      | 65 %   |
| Résidences secondaires                                      | 15,6 % |
| Logements vacants                                           | 19,4 % |
| Part des ménages propriétaires de leur résidence principale | 60,5 % |

### Risques majeurs
Le territoire de la commune de Saint-Benoît-du-Sault est vulnérable à différents aléas naturels : météorologiques (tempête, orage, neige, grand froid, canicule ou sécheresse) et séisme (sismicité faible). Il est également exposé à un risque particulier : le risque de radon. Un site publié par le BRGM permet d'évaluer simplement et rapidement les risques d'un bien localisé soit par son adresse soit par le numéro de sa parcelle.

#### Risques naturels

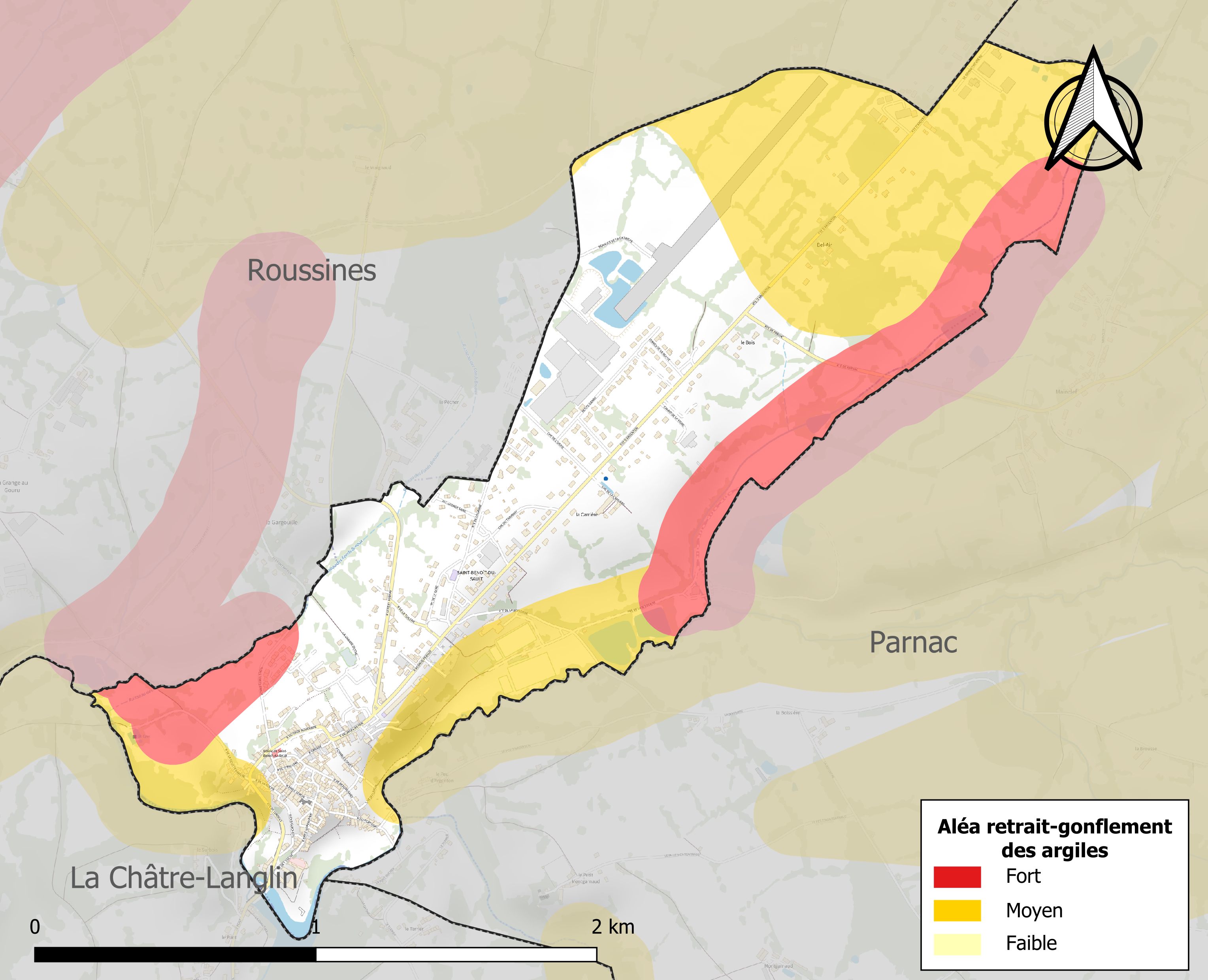
Carte des zones d'aléa retrait-gonflement des sols argileux de Saint-Benoît-du-Sault.

Le retrait-gonflement des sols argileux est susceptible d'engendrer des dommages importants aux bâtiments en cas d’alternance de périodes de sécheresse et de pluie. 50,4 % de la superficie communale est en aléa moyen ou fort (84,7 % au niveau départemental et 48,5 % au niveau national). Sur les 429 bâtiments dénombrés sur la commune en 2019, 58 sont en aléa moyen ou fort, soit 14 %, à comparer aux 86 % au niveau départemental et 54 % au niveau national. Une cartographie de l'exposition du territoire national au retrait gonflement des sols argileux est disponible sur le site du BRGM,.
Concernant les mouvements de terrains, la commune a été reconnue en état de catastrophe naturelle au titre des dommages causés par des mouvements de terrain en 1999.

#### Risque particulier
Dans plusieurs parties du territoire national, le radon, accumulé dans certains logements ou autres locaux, peut constituer une source significative d’exposition de la population aux rayonnements ionisants. Toutes les communes du département sont concernées par le risque radon à un niveau plus ou moins élevé. Selon la classification de 2018, la commune de Saint-Benoît-du-Sault est classée en zone 2, à savoir zone à potentiel radon faible mais sur lesquelles des facteurs géologiques particuliers peuvent faciliter le transfert du radon vers les bâtiments.

## Toponymie
Durant la Révolution française, pour suivre le décret de la Convention du 25 vendémiaire an II invitant les communes ayant des noms pouvant rappeler l'Ancien régime à les remplacer par d'autres dénominations, la commune change de nom pour Mont-du-Sault.
La ville fait partie des dernières communes des confins nord de la langue occitane (dialecte marchois). Le nom traditionnel de la ville est Sant Benet du Saul en occitan marchois.
Ses habitants sont appelés les Bénédictins.

## Histoire
À l'origine, quelques moines bénédictins détachés de l'abbaye de Fleury ont fondé à Caput Servium (Sacierges-Saint-Martin) une petite colonie, qui du fait de la proximité de la voie romaine [réf. nécessaire] et des incertitudes de l'époque (incursions barbares) fut transférée à Salis (Saint-Benoît-du-Sault), roc naturel qui permit de mieux la défendre à partir du Xe siècle. Ainsi naquit le prieuré de Saint-Benoît.

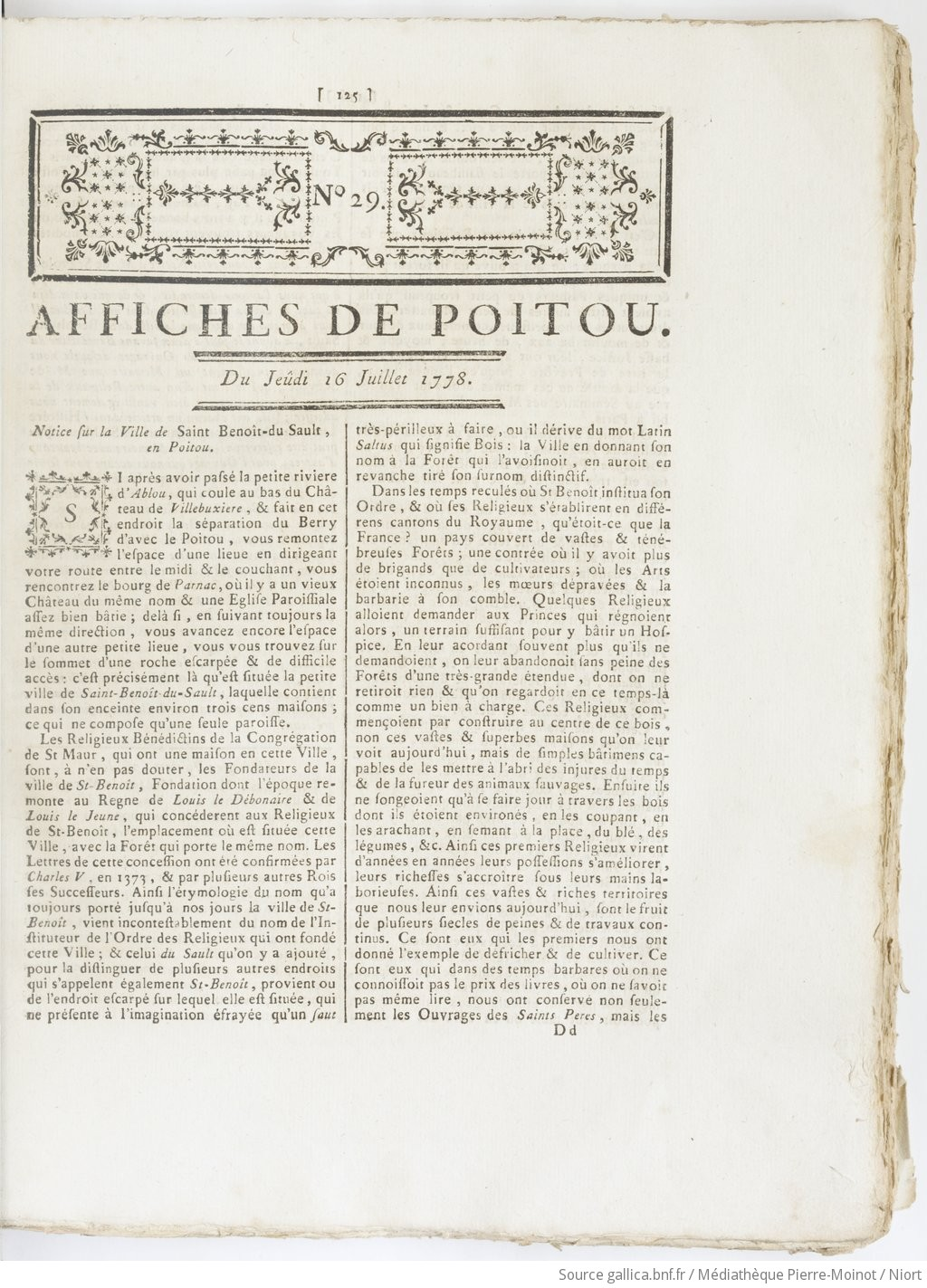
Description de Saint-Benoît-du-Sault dans une revue de 1778

L'histoire du village est aussi liée aux vicomtes de Brosse, d'où l'aspect toujours médiéval, perché sur une butte rocheuse (site inscrit), avec des maisons XVe siècle et XVIe siècle et autres ruelles et places très pittoresques. Les armoiries actuelles du village (trois brosses d'or liées de gueules sur fond d'azur) sont celles de la famille de Brosse.
Concrètement, les villageois avaient donc affaire au prévôt du prieuré, et au représentant du seigneur, vicomte de Brosse.

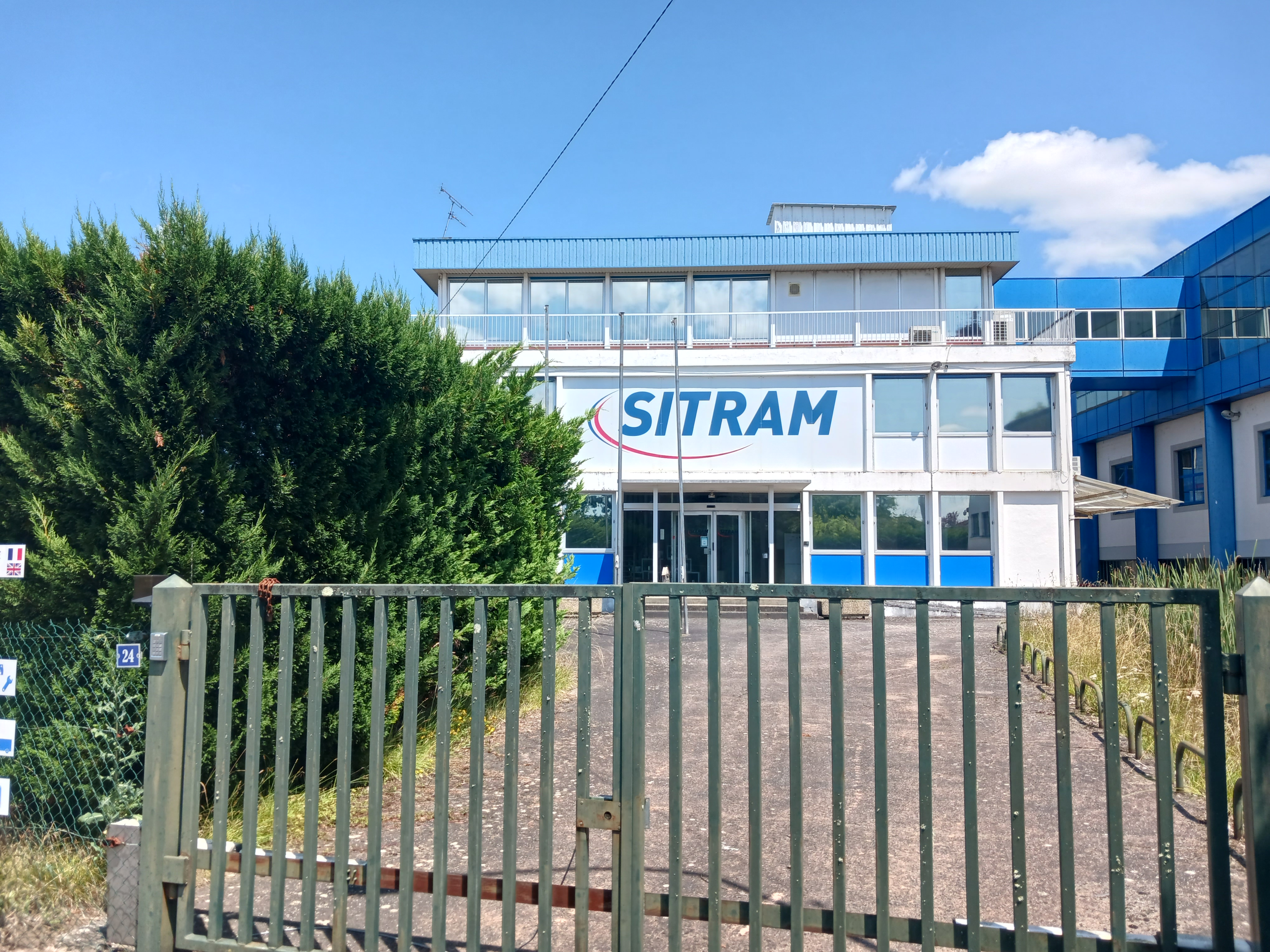
Usine SITRAM

Fernand Combes fonde l'usine SITRAM en 1963 qui va contribuer au développement et à l'extension du village autour du site de l'usine. L'activité cesse complètement en 2019 et le site de l'usine est transformé en site logistique pour le groupe Gers Équipement, acquéreur de la marque.
Le film La Vouivre y fut tourné en 1987.
À la suite du redécoupage cantonal de 2014, la commune n'est plus chef-lieu de canton.

## Politique et administration
La commune dépend de l'arrondissement du Blanc, du canton de Saint-Gaultier, de la première circonscription de l'Indre et de la communauté de communes Marche Occitane - Val d'Anglin.

### Liste des maires
| Période   | Période   | Identité                | Étiquette | Qualité                 |
| --------- | --------- | ----------------------- | --------- | ----------------------- |
| 1798      | 1806      | Victor Casimir Betolaud | []        | Notaire et propriétaire |
| mars 1971 | 1973      | Gilbert Brisset         | DVG       | Directeur de collège    |
| 1974      | mars 1977 | Louis-Marie Desfosses   | DVD       | Notaire                 |
| mars 1977 | mars 2001 | Jean Chatelut           | PCF       | Pharmacien              |
| mars 2001 | 2003      | Marc Dumont             | DVD       | ?                       |
| 2003      | 2011      | Pierre Level            | DVD       | Statisticien retraité   |
| 2011      | 2023      | Christian Brec          | DVD       | Pharmacien              |
| 2023      | En cours  | Damien Barré            | DVG       | Cadre                   |

### Instances judiciaires et administratives
La commune dispose des services suivants :
- un bureau de poste[35] ;
- un office de tourisme[36] ;
- une gendarmerie[37] ;
- un centre de secours ;
- un centre d'entretien et d'exploitation des routes du conseil départemental de l'Indre[38].

## Population et société

### Démographie
L'évolution du nombre d'habitants est connue à travers les recensements de la population effectués dans la commune depuis 1793. Pour les communes de moins de 10 000 habitants, une enquête de recensement portant sur toute la population est réalisée tous les cinq ans, les populations de référence des années intermédiaires étant quant à elles estimées par interpolation ou extrapolation. Pour la commune, le premier recensement exhaustif entrant dans le cadre du nouveau dispositif a été réalisé en 2006.

En 2022, la commune comptait 510 habitants, en évolution de −15,98 % par rapport à 2016 (Indre : −3 %, France hors Mayotte : +2,11 %).
| 1793  | 1800 | 1806  | 1821  | 1831  | 1836  | 1841  | 1846  | 1851  |
| ----- | ---- | ----- | ----- | ----- | ----- | ----- | ----- | ----- |
| 1 200 | 973  | 1 148 | 1 121 | 1 243 | 1 265 | 1 258 | 1 208 | 1 220 |

| 1856  | 1861  | 1866  | 1872  | 1876  | 1881  | 1886  | 1891  | 1896  |
| ----- | ----- | ----- | ----- | ----- | ----- | ----- | ----- | ----- |
| 1 173 | 1 072 | 1 099 | 1 112 | 1 078 | 1 141 | 1 112 | 1 096 | 1 008 |

| 1901 | 1906  | 1911 | 1921 | 1926 | 1931 | 1936 | 1946 | 1954 |
| ---- | ----- | ---- | ---- | ---- | ---- | ---- | ---- | ---- |
| 948  | 1 031 | 939  | 934  | 872  | 826  | 759  | 801  | 702  |

| 1962 | 1968 | 1975 | 1982 | 1990 | 1999 | 2006 | 2011 | 2016 |
| ---- | ---- | ---- | ---- | ---- | ---- | ---- | ---- | ---- |
| 699  | 822  | 864  | 836  | 856  | 766  | 714  | 626  | 607  |

| 2021 | 2022 | - | - | - | - | - | - | - |
| ---- | ---- | - | - | - | - | - | - | - |
| 532  | 510  | - | - | - | - | - | - | - |

### Enseignement
La commune dépend de la circonscription académique du Blanc.

### Manifestations culturelles et festivités
- Foire aux vins du pays de Loire (avril)
- Foire aux ovins (premier mercredi d'août)
- Foire aux bovins (troisième mercredi d'août)
- Festival le temps suspendu (musique baroque)
- Festival Eva Ganizate (chant lyrique)
- Jazz au jardin

### Santé
- Cabinet médical
- Cabinet d'infirmière
- Pharmacie
- Centre hospitalier du Blanc

### Sports
- Gymnase Gilbert Brisset
- Terrain de tennis
- Stade Ferdinand Combes
- Terrain de vélo-cross

### Médias
La commune est couverte par les médias suivants : La Nouvelle République du Centre-Ouest, Le Berry républicain, L'Écho - La Marseillaise, La Bouinotte, Le Petit Berrichon, France 3 Centre-Val de Loire, Berry Issoudun Première, Vibration, Forum, France Bleu Berry et RCF en Berry.

### Cultes
Culte catholique
La commune de Saint-Benoît-du-Sault dépend de l'archidiocèse de Bourges, du doyenné du Val de Creuse et de la paroisse de Saint-Benoît-du-Sault. Le lieu de culte est l'église Saint-Benoît.

## Économie
La commune se situe dans la zone d’emploi de Châteauroux et dans le bassin de vie d’Argenton-sur-Creuse.
La commune est classée parmi les plus beaux villages de France.
Le siège de Tarabuste Éditions, ainsi que celui de la revue Triages se trouvent sur la commune.
En juillet 2021, l'Université du Sur-Sault est lancée entre les murs du Prieuré de Saint-Benoît du Sault. Elle accueille des chercheurs et chercheuses des Universités pour des conférences sur divers sujets.

## Culture locale et patrimoine

### Patrimoine ancien
- Prieuré roman fortifié (XIVe siècle)
- Église Saint-Benoît : l'édifice roman, restauré, abrite une cuve baptismale en granit du XIIIe siècle
- Monument aux morts
- Beffroi
- Cité médiévale
- Portail (XIVe siècle)
- Maison de l'Argentier : elle est inscrite aux monuments historiques.
- Chemin de ronde
- Variété locale de pomme : Belle-Fleur de Saint-Benoît

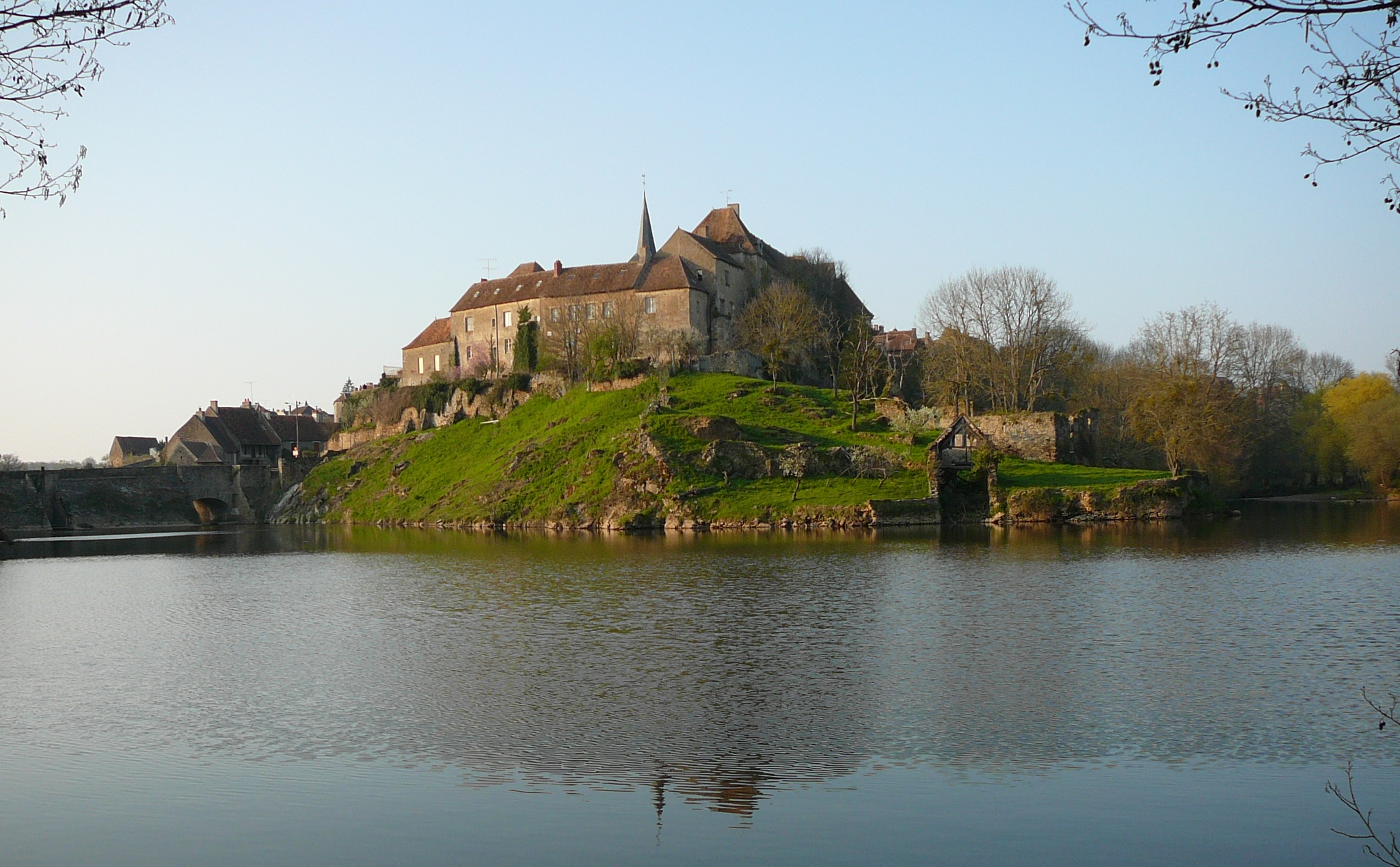
Le prieuré en 2007.
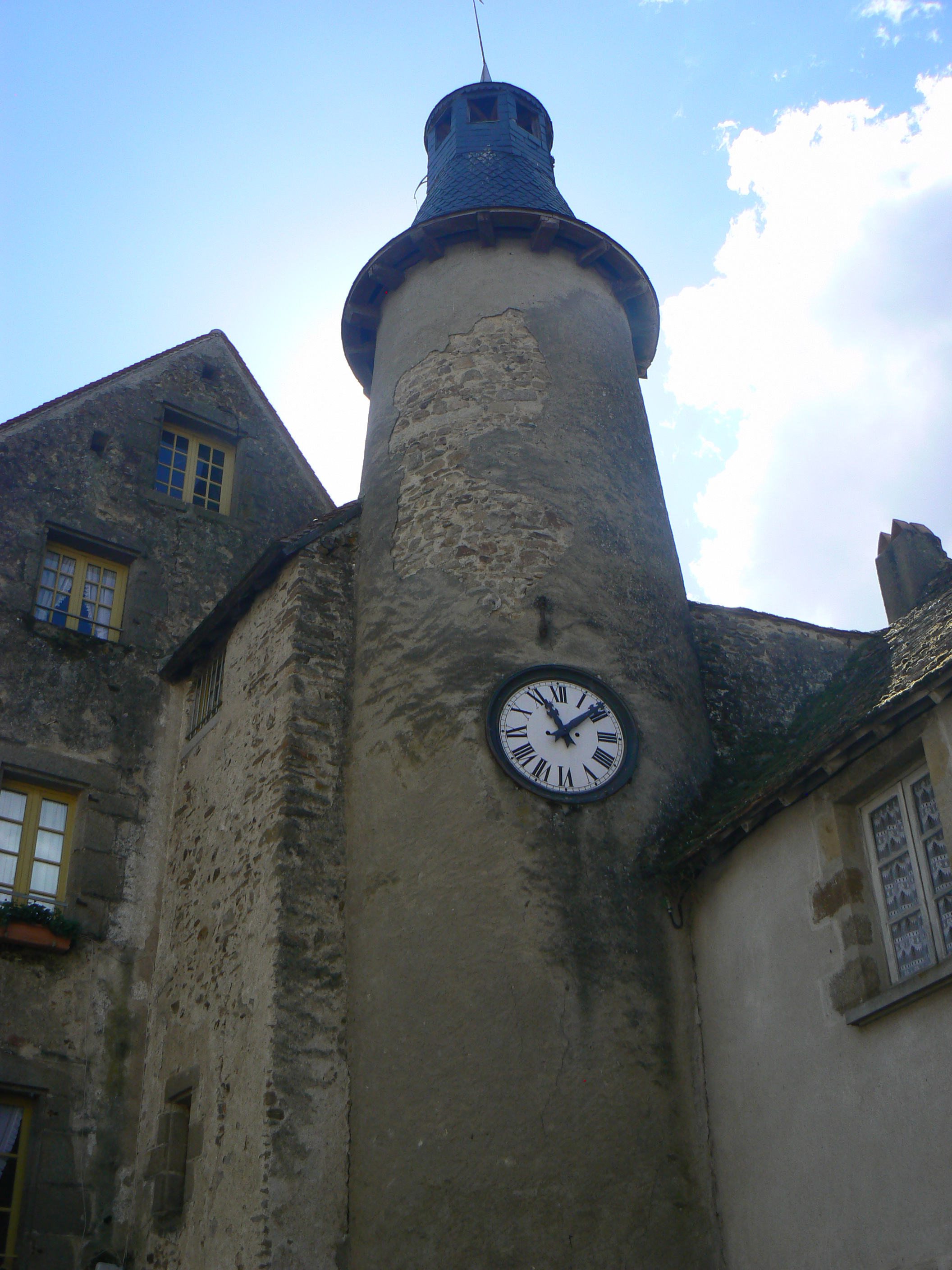
Le beffroi en 2012.
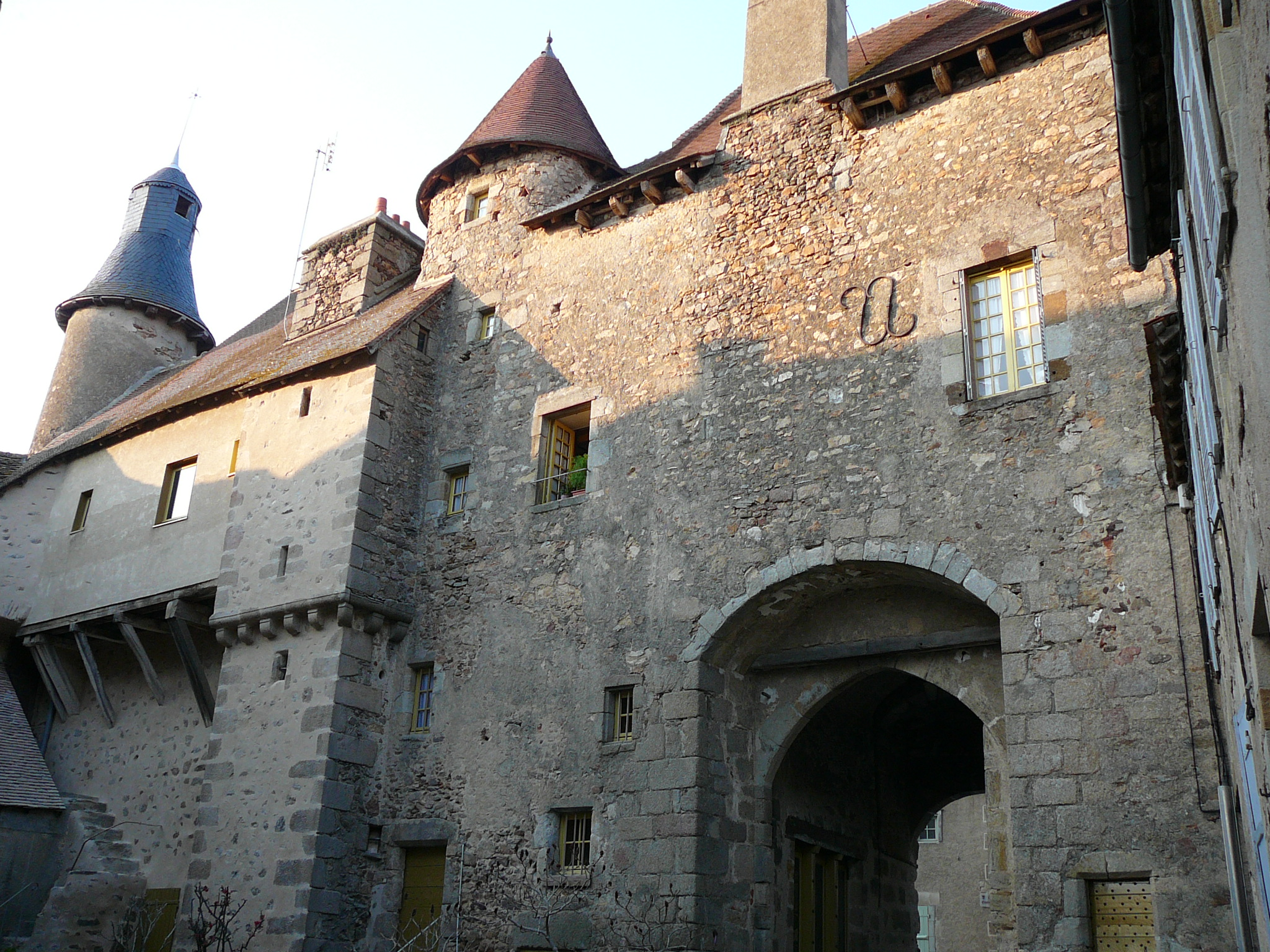
La cité médiévale en 2007.
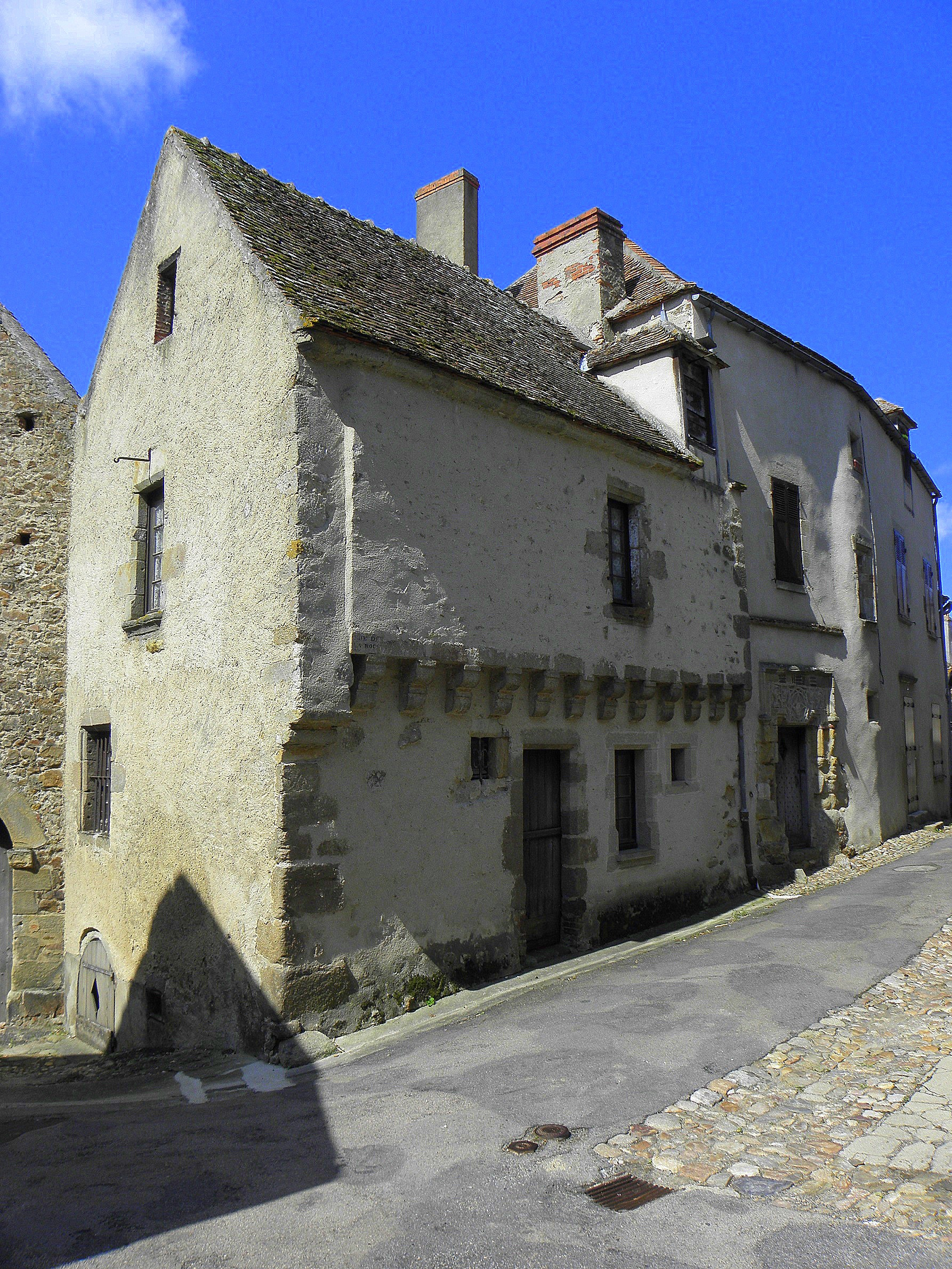
La maison de l'Argentier en 2014.
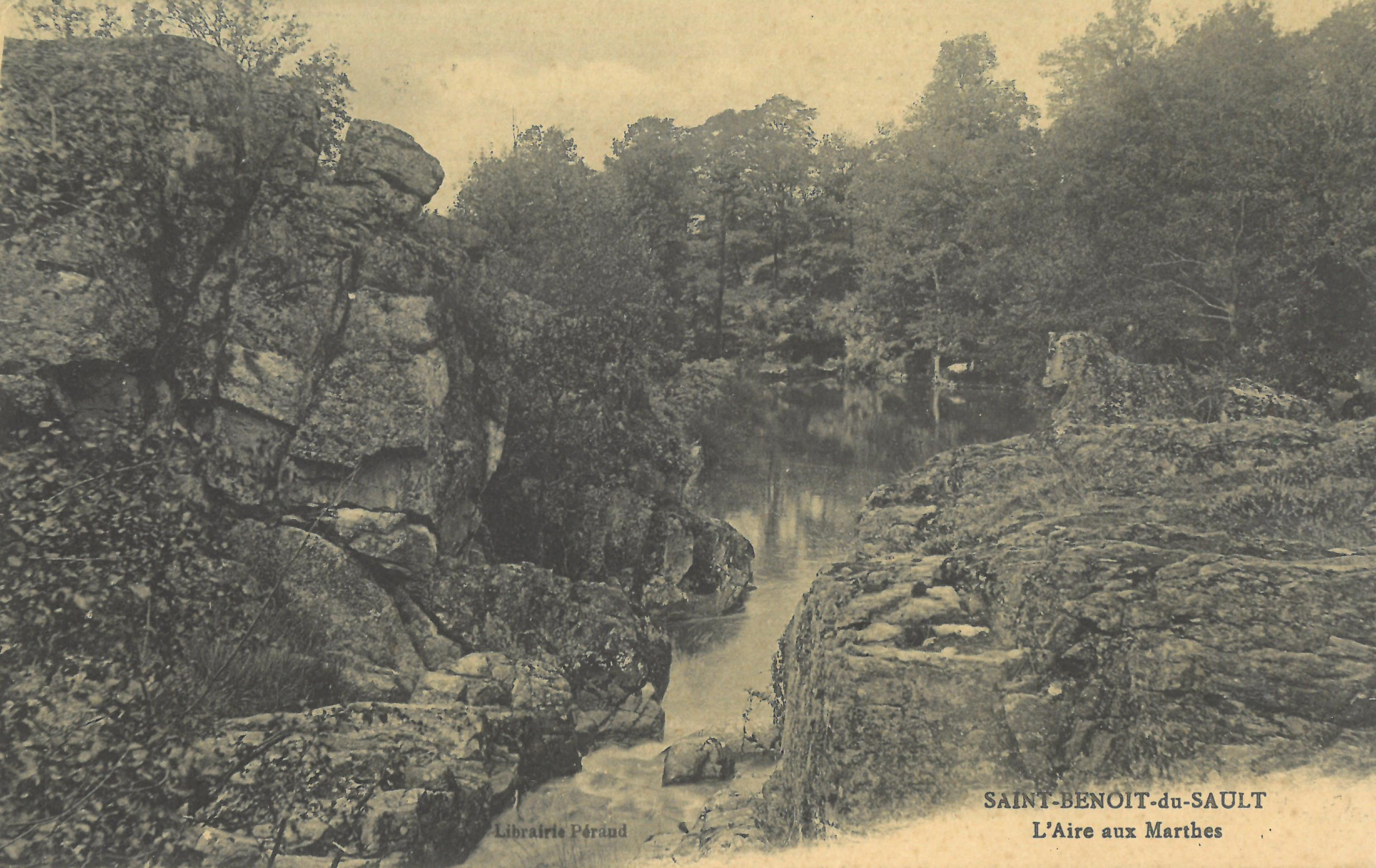
Aire aux Marthes (carte postale ancienne).
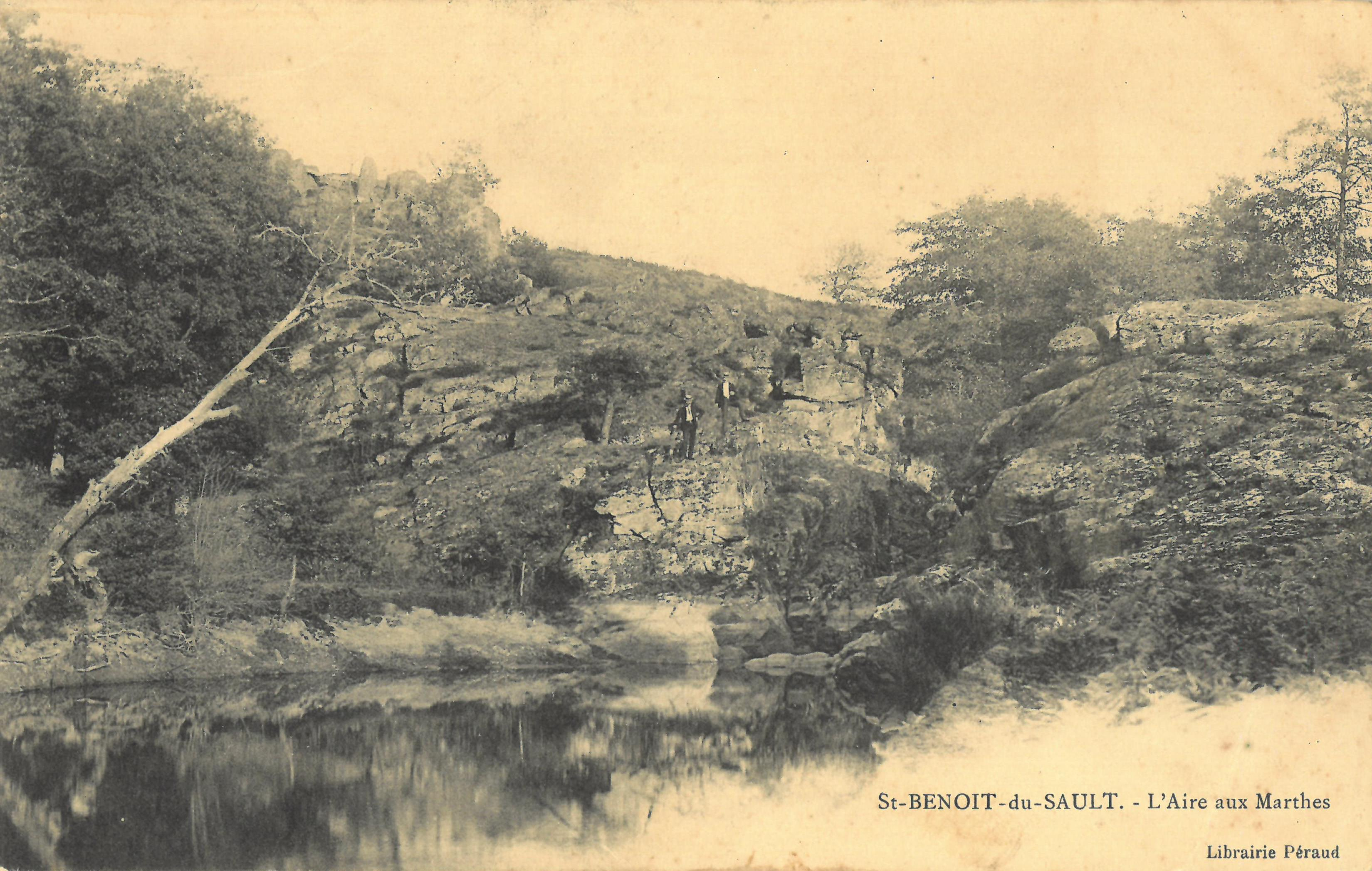
Aire aux Marthes animée (carte postale ancienne).
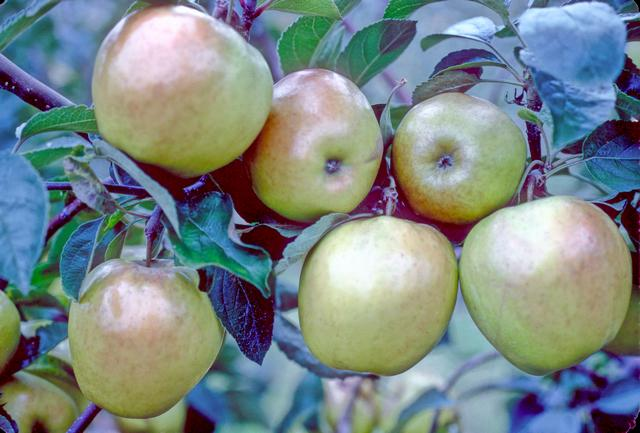
pomme locale Belle-Fleur de Saint-Benoît.

### Patrimoine contemporain
- Collège, le centre de secours, la gendarmerie, l'ensemble de logements la « Grande Ouche » et un gymnase sont signés de l'architecte Paul Chemetov[46].
- Habitations et jardins en terrasse des Fontbraux sont signés de l'architecte Jean-Louis Paulet[47].
- Salle de sports a été réalisée par l’architecte Davsko Natchev[47].
- Salle de spectacles a été conçue par l'architecte Jacques Ripault[47].

La qualité et l’originalité de ces constructions, de même leur liaison étroite avec le bourg ancien, et les interventions sur les espaces extérieurs d’Alexandre Chemetoff et Gilles Clément, respectivement Grand prix national d’Urbanisme et de Paysage ont conduit la Commission nationale à doter Saint-Benoît-du-Sault, malgré sa petitesse, d’un Secteur sauvegardé qui comprend à la fois le secteur ancien et la partie contemporaine de la commune.

### Personnalités liées à la commune

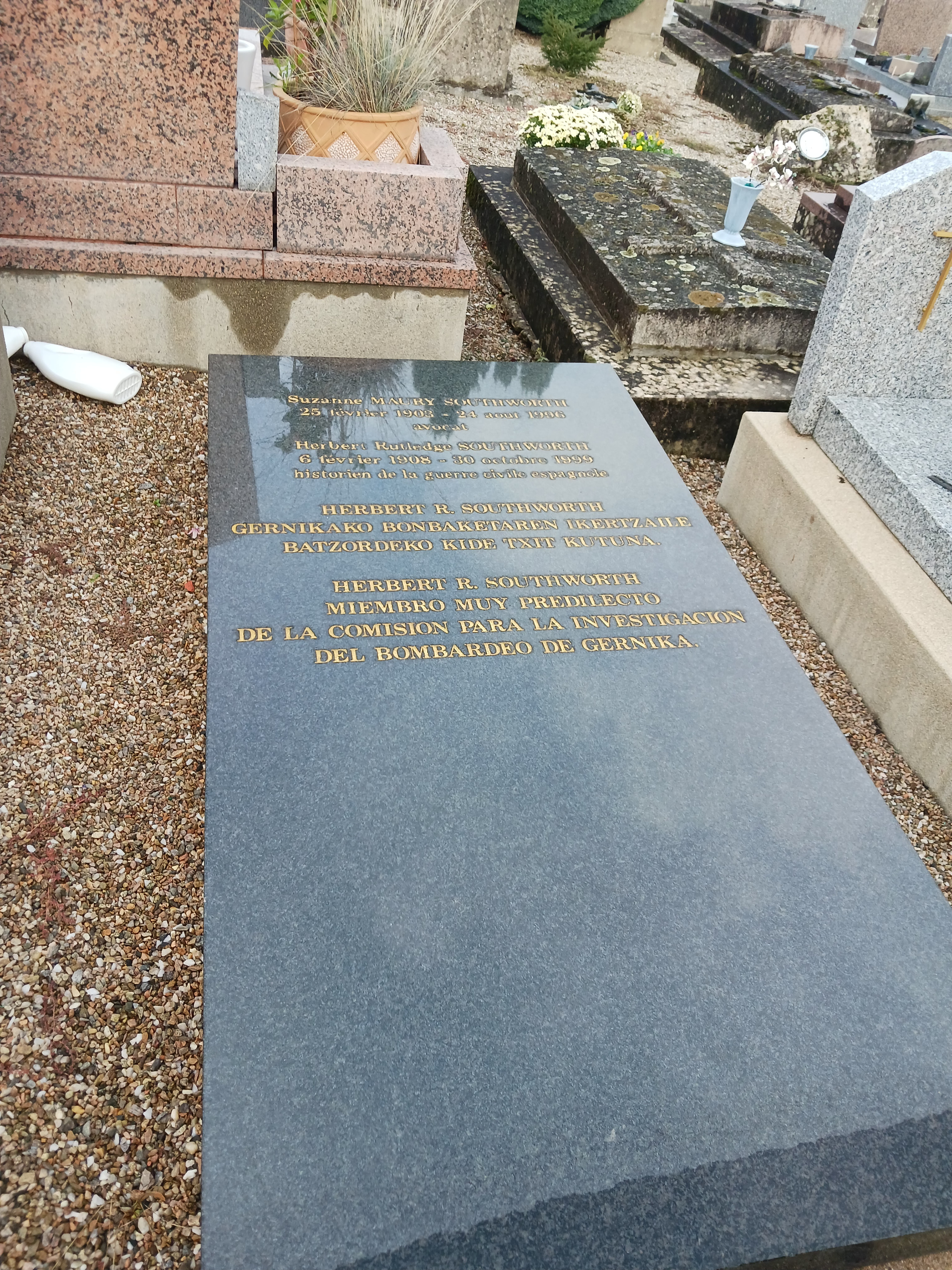
Tombe d'Herbert Southworth - cimetière de Saint-Benoît-du-Sault

- François-Timoléon de Choisy (1664-1724), abbé et académicien français, connu pour ses habitudes de travestissement.
- Isidore Denizot (1830-1891), député et maire de Poitiers, né à Saint-Benoît-du-Sault.
- Hervé Faye (1814-1902), astronome français, né à Saint-Benoît-du-Sault.
- Emile Vinchon (1880-1963), poète et biographe, un de ses recueils de poèmes (Glanes de Saint-Benoît) est dédié à Saint-Benoît-du-Sault. Passionné du village, il y a résidé et est décédé à Abloux, sur la commune de Saint-Gilles.
- Fernand Hertenberger (1882-1970), illustrateur, dessinateur, graveur et peintre français, a passé les dernières années de sa vie à Saint-Benoît-du-Sault où il est décédé.
- Louis Charpentier (1905-1970), journaliste et voyageur, décédé à Saint-Benoît-du-Sault.
- Herbert Southworth (1908-1999), journaliste britannique et pamphlétaire, engagé dans la lutte contre le franquisme, enterré à Saint-Benoît-du-Sault.
- André de Brousse de Montpeyroux (1910-1986), maire de la commune, militaire et activiste de l'Algérie française.
- Willy Ronis (1910-2009), photographe ; attiré par Saint-Benoît-du-Sault, il prend de nombreuses photos de la bourgade et en tire un album, Portrait de Saint-Benoît-du Sault.

### Héraldique, logotype et devise
| Blason de Saint-Benoît-du-Sault | Blason  | D'azur à la fasce d'argent chargée des lettres capitales S et B de sable, accompagnée de trois fleurs de lis d'or. |
| Blason de Saint-Benoît-du-Sault | Détails | Blason du prieuré.                                                                                                 |
| Blason de Saint-Benoît-du-Sault | Alias   | D'azur aux trois gerbes de blé d'or, liées de gueules.                                                             |